# Matrimonio a prima vista Italia (decima edizione)
La decima edizione del reality show Matrimonio a prima vista Italia è andata in onda in prima serata su Real Time dall'8 marzo al 26 aprile 2023, per nove puntate.
Il programma è condotto con la presenza di tre esperti: Mario Abis (come sociologo) e Nada Loffredi (come sessuologa e psicoterapeuta) - per il decimo anno consecutivo, e di Andrea Favaretto (come life coach), per il quarto anno consecutivo.
L'edizione viene resa, inoltre, disponibile in anteprima, con cadenza di un episodio a settimana, sulla piattaforma digitale Discovery+, a partire dal 1º febbraio 2023.

## I partecipanti
| Coppia | Coppia           | Età | Professione                           | Città         | Decisione Finale | Stato dopo alcuni mesi | Stato attuale |
| n°     | Sposi            | Età | Professione                           | Città         | Decisione Finale | Stato dopo alcuni mesi | Stato attuale |
| ------ | ---------------- | --- | ------------------------------------- | ------------- | ---------------- | ---------------------- | ------------- |
| 1      | Irene Pignieri   | 32  | Manager di una catena di ristoranti   | Milano        | Sposati          | Sposati                | Sposati       |
| 1      | Matteo Riva      | 29  | Bancario                              | Milano        | Sposati          | Sposati                | Sposati       |
| 2      | Simona Viola     | 30  | Amministratrice di un cantiere navale | Viareggio     | Divorziati       | Divorziati             | Divorziati    |
| 2      | Gennaro Vergara  | 34  | Cameriere                             | Reggio Emilia | Divorziati       | Divorziati             | Divorziati    |
| 3      | Giulia Martello  | 27  | Impiegata                             | Bussoleno     | Divorziati       | Divorziati             | Divorziati    |
| 3      | Mattia Benedetto | 37  | Giardiniere                           | Cafasse       | Divorziati       | Divorziati             | Divorziati    |

## Ascolti
| Episodi | Nome episodio                        | Messa in onda  | Telespettatori | Share |
| ------- | ------------------------------------ | -------------- | -------------- | ----- |
| 1       | La formazione delle coppie           | 8 marzo 2023   | 342.000        | 1,90% |
| 2       | Il matrimonio                        | 8 marzo 2023   | 452.000        | 3,10% |
| 3       | La luna di miele                     | 15 marzo 2023  | 377.000        | 2,00% |
| 4       | Dal viaggio di nozze alla convivenza | 22 marzo 2023  | 441.000        | 2,20% |
| 5       | Inizia la convivenza                 | 29 marzo 2023  | 377.000        | 1,80% |
| 6       | Vivere insieme                       | 5 aprile 2023  | 392.000        | 2,00% |
| 7       | La reunion                           | 12 aprile 2023 | 341.000        | 1,80% |
| 8       | La scelta finale                     | 19 aprile 2023 | 411.000        | 2,20% |
| 9       | E poi...                             | 26 aprile 2023 | 382.000        | 1,70% |
| Media   | Media                                | Media          | 352.000        | 1,87% |